# Amy Yasbeck
Amy Yasbeck est une actrice américaine, née le 12 septembre 1962 à Cincinnati, dans l'Ohio (États-Unis) d'ascendance libanaise.
Elle est la veuve de l'acteur John Ritter (1948-2003), avec qui elle a eu une fille. La petite Stella, née le 11 septembre 1998, célébrait son 5e anniversaire le jour de la mort de son père.

## Filmographie
- 1985 : Des jours et des vies (Days of Our Lives) (série télévisée) : Olivia Reed (1986-1987)
- 1987 : House 2 (House II: The Second Story) : Jana
- 1987 : La Malédiction du loup-garou (Werewolf) (série télévisée) : La magicienne Deidra
- 1988 : Magnum : Diana
- 1988 : China Beach (TV) : Airplane Stewardress
- 1988 : Splash, Too (TV) : Madison Bauer
- 1989 : Un privé au paradis (Trenchcoat in Paradise) (TV) : Nan Thompson
- 1989 : Little White Lies (TV) : Vicki
- 1989 : Générations (Generations) (série télévisée) : Carla (1989)
- 1990 : Pretty Woman de Garry Marshall : Elizabeth Stuckey
- 1990 : Poochinski (TV) : Frannie Reynolds
- 1990 : Junior le terrible (Problem Child) : Flo Healy
- 1991 : Dillinger (TV) : Elaine
- 1991 : Junior le terrible 2 (Problem Child 2) : Annie Young
- 1992 : The Nutt House : Diane
- 1992 : Code Quantum (Quantum Leap) (épisode 21 saison 4)  : Franckie
- 1993 : Sacré Robin des Bois (Robin Hood: Men in Tights) : Maid Marian
- 1994 : The Mask : Peggy Brandt
- 1990 : Wings (série télévisée) : Casey Davenport (1994-1997)
- 1995 : Week-end en famille (Home for the Holidays) : Ginny Johnson Drewer
- 1995 : Dracula, mort et heureux de l'être (Dracula: Dead and Loving It) : Mina Murray
- 1996 : Bloodhounds II (TV) : Sharon
- 1996 : Rêves en eaux troubles (Sweet Dreams) (TV) : Laura Renault
- 1997 : Carol (Alright Already) (série télévisée) : Renee (1997-1998)
- 1998 : All About Sex (en) (Denial) d'Adam Rifkin : Claudia
- 1998 : Drôle de couple 2 : Stewardess
- 1998 : Sale temps pour les maris (Dead Husbands) (TV) : Betty Lancing
- 2002 : House Blend (TV) : Sally Harper
- 2005 : Hot Dog Family (Life on a Stick) (série télévisée) : Michelle Lackerson